# Priesterin der argivischen Hera

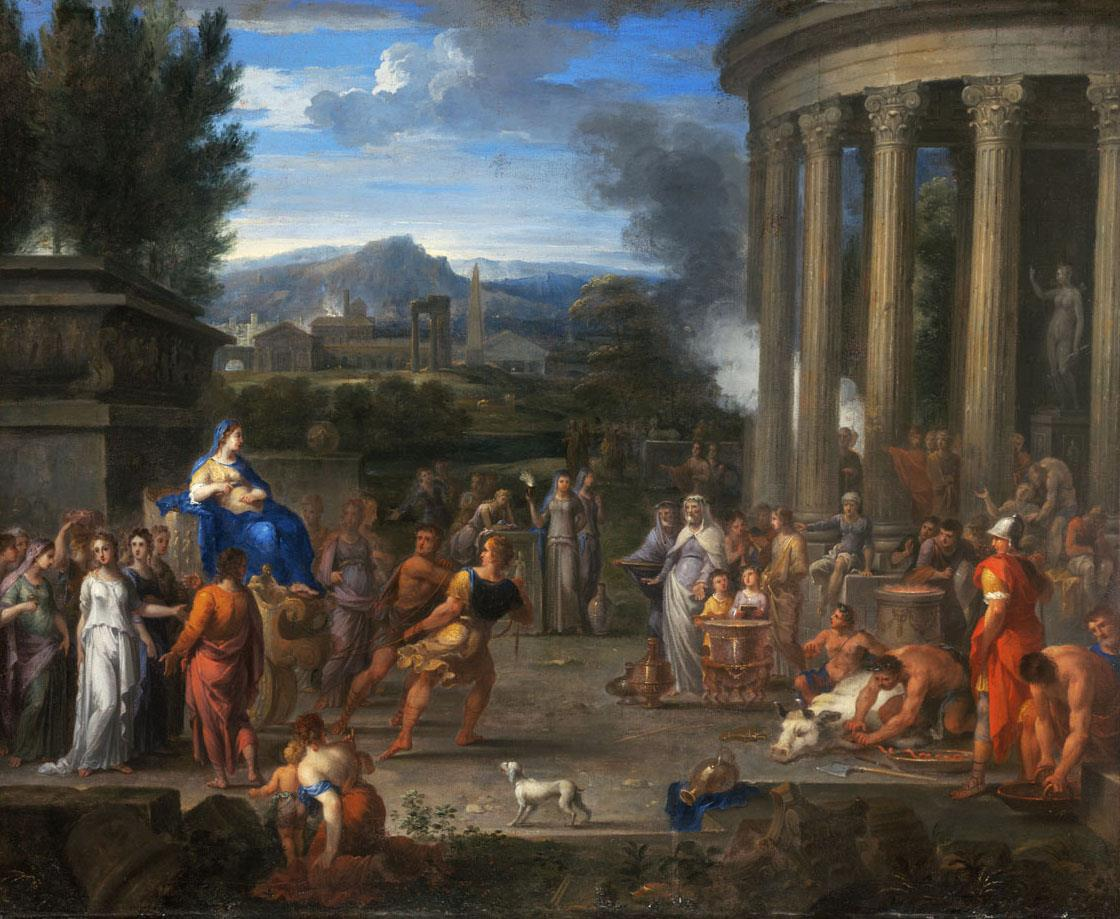
Der Wagen der Herapriesterin Kydippe wird von ihren Söhnen Kleobis und Biton gezogen, Gemälde von Nicolas-Pierre Loir

Die Priesterin der argivischen Hera war die Hohepriesterin der Göttin Hera in der Argolis. Das Priesteramt war eines der höchsten und Hera die wichtigste Gottheit in der Argolis. Auch die Zeitrechnung soll nach der Amtszeit der Priesterinnen erfolgt sein.

## Überlieferung
Nach der Überlieferung soll das erste Heraheiligtum in der Mitte des 2. Jahrtausends v. Chr. zur Regierungszeit des argivischen Königs Kriasos von dem argivischen Prinzen Peiras in Tiryns gegründet worden sein, und seine jungfräuliche Tochter Kallithoe soll die erste Priesterin der Hera gewesen sein. Als weitere frühe Priesterin wird Io genannt. Da diese für gewöhnlich als Tochter des Inachos bezeichnet wurde, hätte sie dieses Amt schon vier Generationen früher innegehabt. Diesen Widerspruch erkannte man schon in der Antike und so bezeichnete der Autor der Bibliotheke des Apollodor den Historiker Kastor von Rhodos als Verfasser von Verwirrungen in der Zeitrechnung, da er diesen Standpunkt vertrat. Hesiod und Akusilaos von Argos lösten das Problem, indem sie Io mit Kallithoe gleichsetzten. Bei Pausanias erscheint sie als Tochter des Iasos, also drei Generationen später.
Hellanikos von Lesbos schrieb im letzten Viertel des 5. Jahrhunderts v. Chr. ein Werk über die Priesterinnen der Hera von Argos (altgriechisch Ἱέρειαι τῆς Ἥρας αἱ ὲν Ἄργει), das jedoch nur in Auszügen erhalten ist.

### Liste der überlieferten Herapriesterinnen
| Name               | Amtszeit            | Datum                                       |
| ------------------ | ------------------- | ------------------------------------------- |
| Kallithoe          |                     | 17 Generationen vor dem Trojanischern Krieg |
| Io                 |                     | 14 Generationen vor dem Trojanischern Krieg |
| Hypermestra        |                     | 9 Generationen vor dem Trojanischern Krieg  |
| Eurydike           | 45 Jahre            | 7 Generationen vor dem Trojanischern Krieg  |
| Alkyone            | mindestens 26 Jahre | 3 Generationen vor dem Trojanischern Krieg  |
| Admete             | 58 Jahre            | 2 Generationen vor dem Trojanischern Krieg  |
| Phalides           |                     | 1 Generationen vor dem Trojanischern Krieg  |
| Kallisto           |                     | Zur Zeit des Trojanischern Kriegs           |
| Themisto (Megisto) |                     | 1 Generation nach dem Trojanischern Kriegs  |
| Kydippe            |                     |                                             |
| Theano             |                     |                                             |
| Chryseis           | 56 Jahre            | 479/8 bis Sommer 423 v. Chr.                |
| Phaeinis           |                     | ab Sommer 423 v. Chr.                       |

## Berufung und Funktion
Die Herapriesterin wurde in jungen Jahren berufen. Wie das geschah und aus welcher Gruppe die Aspiranten stammten, ist unbekannt. Aus den Erzählungen schließt man, dass sie nicht aus reichen Familien stammen mussten. Auch eine dorische Abstammung war wohl keine Voraussetzung. Wahrscheinlich waren sie jungfräulich, als sie berufen wurden. Das Amt währte lebenslang und so war ihnen erlaubt, später zu heiraten und Kinder zu haben, wie die Geschichte der Kydippe zeigt.
Die Herapriesterin war die Vorsteherin des Heraions von Argos. Sie leitete die Heraia, die Festlichkeiten, die alle vier Jahre zu Ehren der Göttin gefeiert wurden, und führte den anschließenden Festzug von Argos ins Heraion an. Jeder Priesterin wurde eine Statue im Heiligtum errichtet.